# Mažarná
Mažarná je jeskyně a přírodní památka v katastrálním území obce Blatnica v okrese Martin v Žilinském kraji na Slovensku. Nachází se v západní části pohoří Velká Fatra. Chráněné území bylo vyhlášeno v roce 1981. Předmětem ochrany je volně přístupná jeskyně.

## Historie
Jeskyně Mažarná je archeologické a paleontologické naleziště. Byly v ní objeveny kosti jeskynního medvěda (Ursus spelaeus) a předměty z doby bronzové lidu kanelované keramiky. Osídlení jeskyně je doloženo také ve středním eneolitu (asi 2 600 let př. n. l.). V období tzv. valašské kolonizace sloužila jeskyně k odpočinku pastevcům.
Území bylo vyhlášeno v roce 1981 jako chráněný přírodní výtvor Jaskyňa Mažarná a k 1. lednu 1995 bylo zrušeno. Zůstala jen samostatně nevyhlášená přírodní památka ze zákona a v roce 2009 byla jeskyně vyhlášena jako přírodní památka. name="sopsr"/>

## Popis

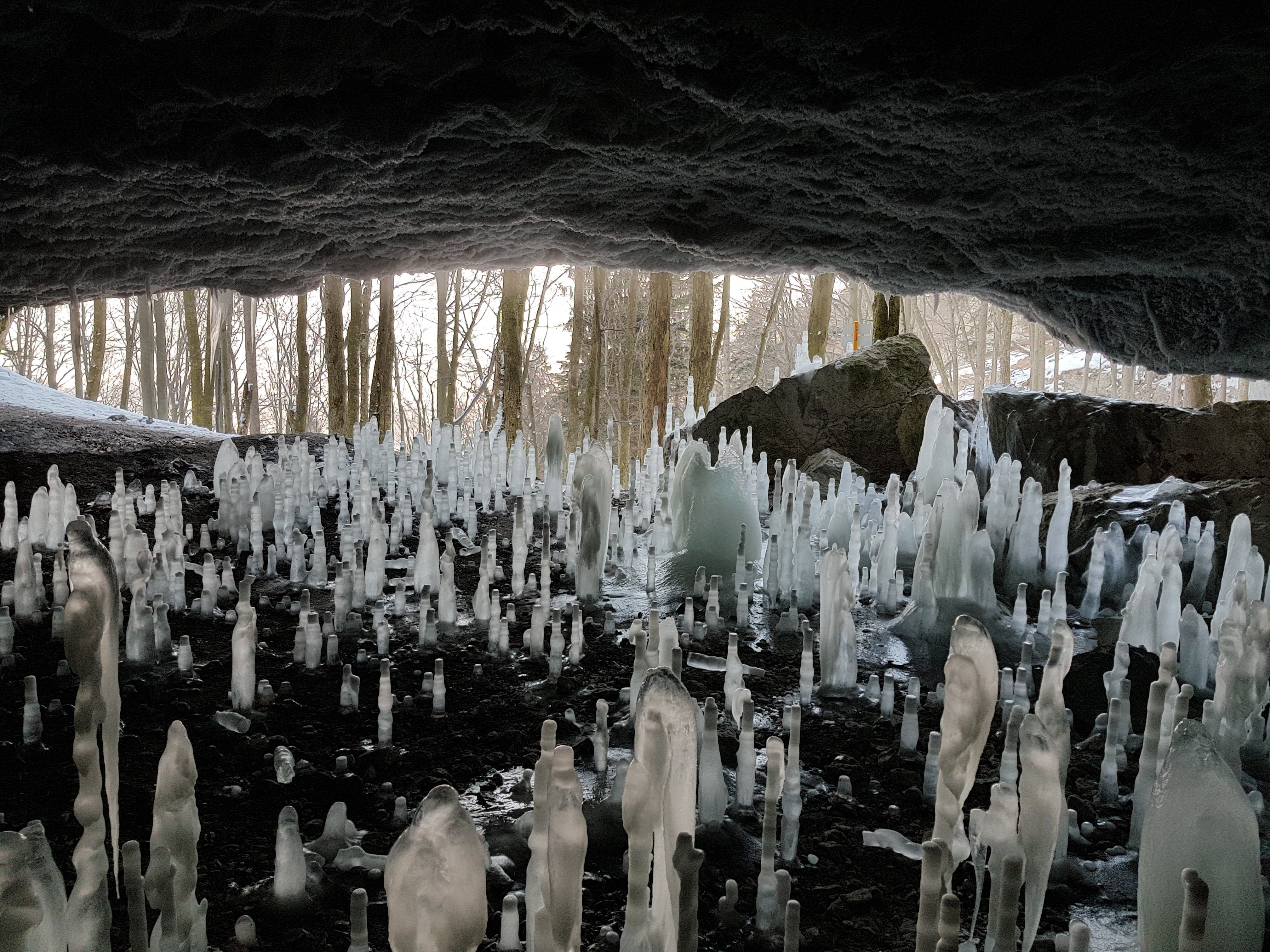
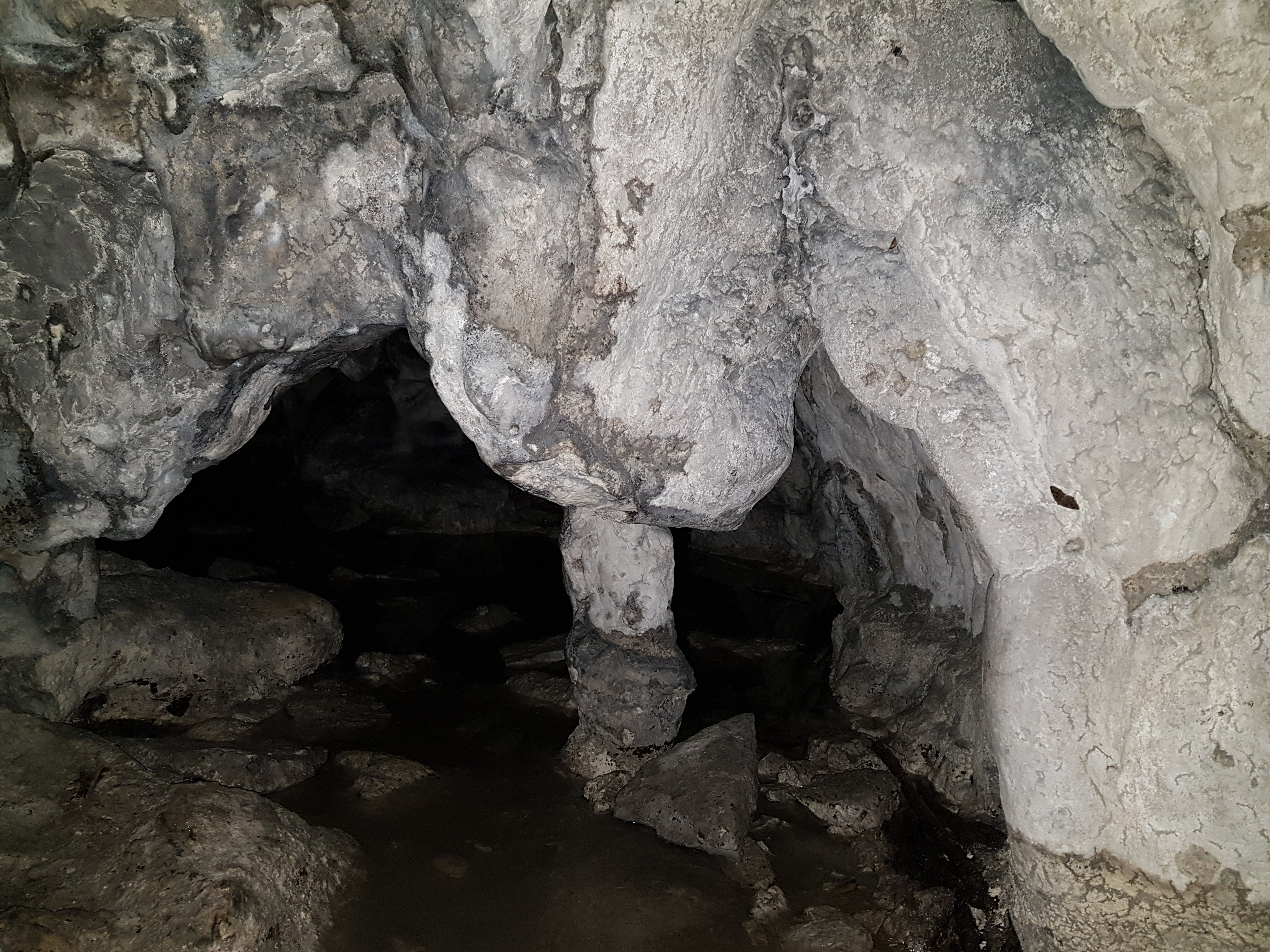
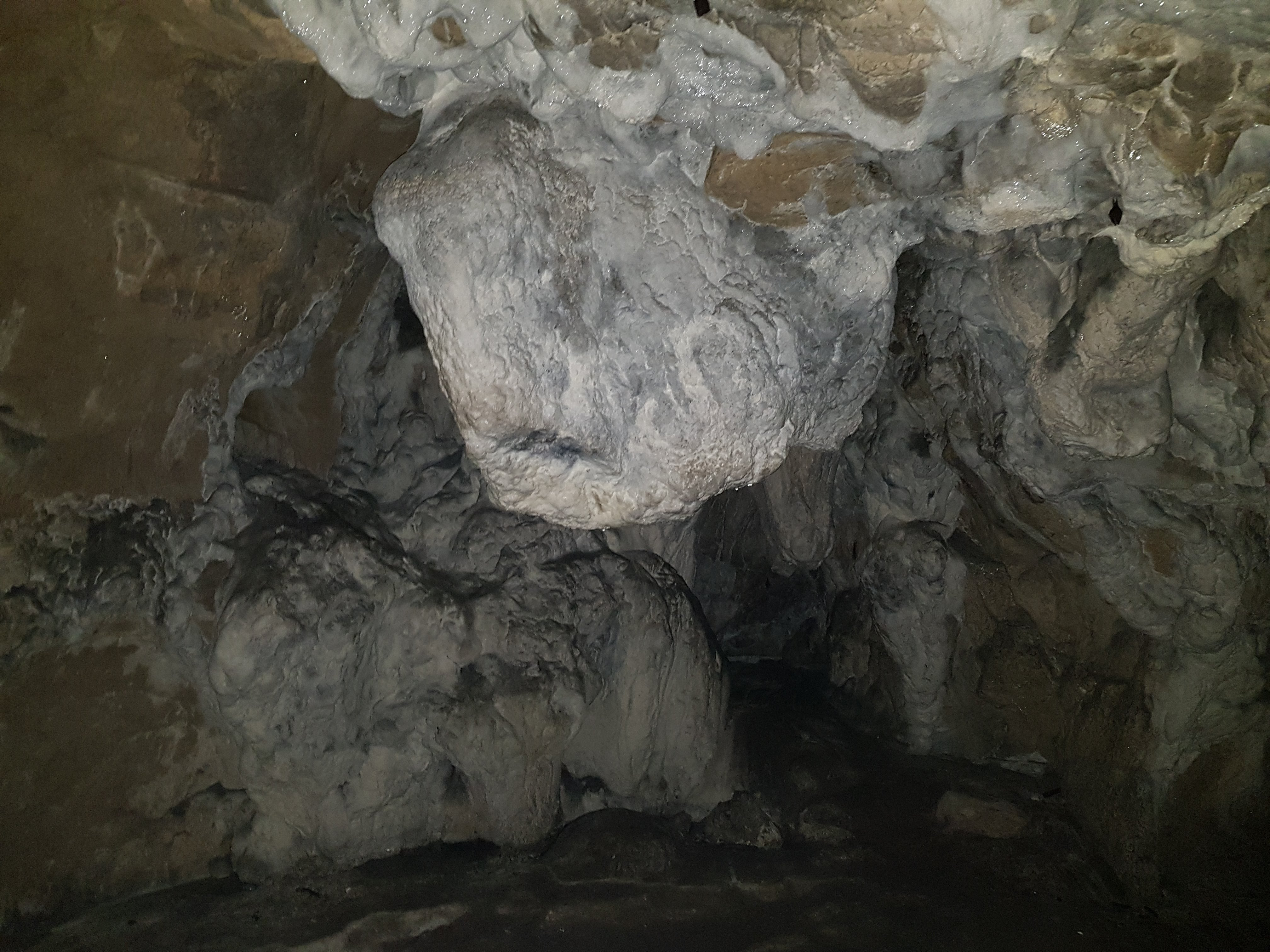
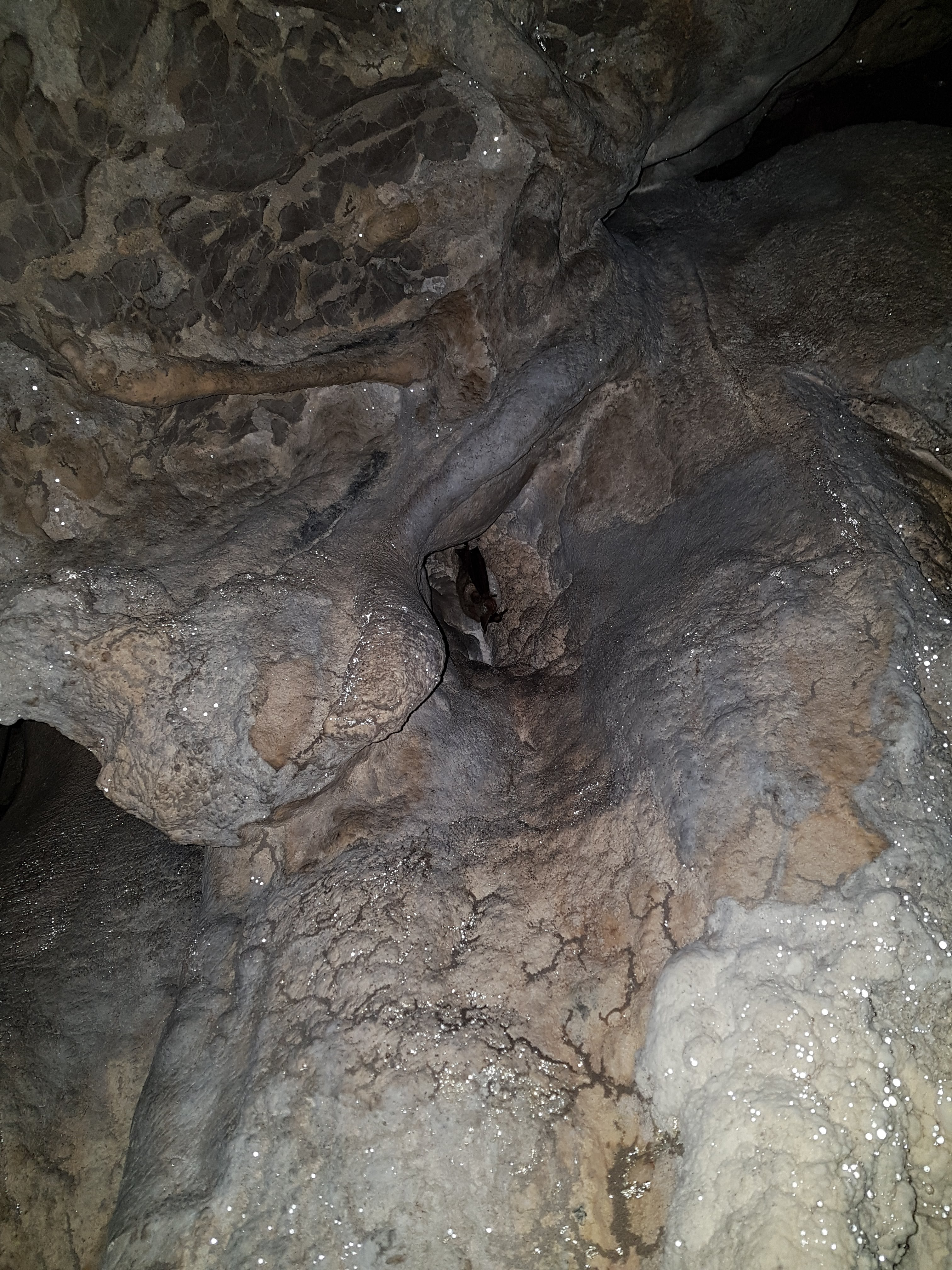

Délka jeskyně Mažarná, vzniklé jak průsaky vody, tak mrazovým zvětráváním střednětriasových vápenců chočského příkrovu, je asi 130 metrů. Krápníková výzdoba jeskyně je zvětralá a nebo poškozená. V jezírkové chodbě se zachovala sintrová jezírka, která jsou naplněna vodou jen v některých obdobích roku. Vstupní portálové prostory jeskyně Mažarná jsou impozantní, při poměrně malé délce činí celková rozloha jeskyně asi 1340 m². Průměrná teplota v jeskyni činí asi 6 °C a vlhkost vzduchu 92 %.
Ze vstupní, asi 45 metrů dlouhé síně, odbočuje k jihu Granátová chodba, která dostala své pojmenování díky nálezům ručních granátů z období slovenského národního povstání. K severu naopak odbočuje tzv. Sloupová chodba charakteristická krápníkovými sloupy, stalagmity a sintrovými prohlubněmi. Ta pokračuje do Jezírkové síně.